# Meghan Klingenberg
Meghan Elizabeth Klingenberg (Pittsburgh, 2 de agosto de 1988) é uma futebolista estadunidense que atua como defensora. Atualmente joga nos Portland Thorns e é titular na seleção feminina dos Estados Unidos.  

## Carreira

#### WPS, 2011
Em 2011 Meghan Klingenberg foi escolhida por os  Washington Freedom (renomeado depois como magicJack) na primeira ronda do draft WPS. Em Junho é transferida para os Boston Breakers onde jogou 10 partidas. Acabando a temporada com um golo e duas assistências. Esteve ainda nos Western New York Flash onde se tornou campeã (2012 Women's Premier Soccer League Elite)

#### Tyresö FF, 2012–13
Em 2012 Klingenberg assinou pelo clube sueco, Tyresö. Durante o tempo em que esteve no Tyresö ganhou o Damallsvenskan principal campeonato sueco de futebol feminino (2012 Damallsvenskan).  

#### NWSL, 2013
Com o fim da WPS surge, com o apoio dos USA, Canada e México, a  National Women's Soccer League

#### Houston Dash, 2014–2015
A 10 de Janeiro de 2014 é anunciado que o Houston Dash a escolhe no NWSL Expansion Draft. Antes de se juntar ao seu novo clube, ainda joga a UEFA Women's Champions League pelo Tyresö. 

#### Portland Thorns, 2016–
Em Outubro de 2015 Klingenberg junta-se a sua atual equipa os Portland Thorns.

### Internacional
Sempre com presença assídua nas camadas mais jovens da sua selecção nacional, fez a sua estreia na equipa sénior dos Estados Unidos, no dia 23 de Janeiro de 2011, no torneio 2011 Four Nations Tournament, contra o Canada e onde entrou aos 78 minutos. 
Em 2012 é seleccionada para a lista alternativa dos Jogos Olímpicos. Em 2013 junta-se definitivamente a equipa principal, chamada pelo treinador dos USWNT
Em 2015 jogou o Mundial Feminino da FIFA, onde foi titular em todos os jogos e saindo a  Seleção Estadunidense de Futebol Feminino como vencedora. Foi ainda escolhida para o melhor 11 do Mundial.
Esteve presente nas Jogos Olímpicos de 2016 no Rio de Janeiro, onde perdeu nos quartos de final contra a Suécia no desempate por grandes penalidades após um 1-1 no marcador ao fim dos 90 minutos e do prolongamento. 